# Mingrelia
Mingrelia, Megrelia o Samegrelo (en megreliano: სამარგალო, romanizado: Samargalo; en georgiano: სამეგრელო, romanizado: Samegrelo; en abjasio: Агырны, romanizado: Agirni) es una región histórica en el noroeste de Georgia. Actualmente Mingrelia se encuentra dividida entre la región de Mingrelia-Alta Esvanetia y Abjasia. Su capital histórica es Zugdidi.

## Geografía
Al noroeste tiene como límite Abjasia, al norte Esvanetia, al noreste Racha, al este Imericia, al sur Guria, y al oeste el mar Negro. 
Los habitantes de Mingrelia son bilingües, hablan el megreliano y el georgiano.

## Historia
En 1184 Vardán II Dadiani, probablemente de una familia de aznauris (señores) bien arraigada en el país, fue nombrado mthavari (conde) hereditario de Mingrelia, que incluía la Abjasia, como premio a sus servicios militares. Desde 1320 Mingrelia alcanzó una mayor independencia.
En 1535 el rey de Imeretia conquistó el Samtsje. Los nobles (thavadis) de esta región (que entonces era independiente) pidieron ayuda al Imperio Otomano, pero el ejército enviado por los turcos un tiempo después fue derrotado y rechazado por el rey Bagrat. El sultán envió entonces a los gobernadores de Erzurum y Diyarbekir con un fuerte ejército. El mthavari de Mingrelia y Abjasia, Levan I Dadiani, abandonó al rey, así como los aznauris de Mesjetia (Samtsje), y los turcos triunfaron en la batalla de Sojoista, en la provincia de Bassiani, en el extremo suroeste de Georgia. En represalia, poco tiempo después, el rey Bagrat invitó a Levan I a una recepción y lo encarceló. Un intento similar con el mthavari de Guria no tuvo éxito. Levan pudo escapar con la ayuda de los señores locales de Mingrelia y, desde entonces, Mingrelia y Guria dejaron de obedecer al rey de Imeretia. 
En 1533 los mthavaris de Mingrelia y Guria atacaron Dshikethia, en Abjasia, que estaba sometida a los otomanos, pero sin éxito. 
Los mthavaris de Mingrelia aumentaban su poder. El rey Levan I de Imeretia fue derrotado y preso por Mamia Dadiani de Mingrelia en 1589 y murió en la prisión de Shketi, en Mingrelia, en 1590.
A comienzos del siglo XVII (al inicio del reinado de Leván II Dadiani, cuando este era joven, ya que había nacido en 1592) los Abashidze de Abjasia, que dependían de Mingrelia, se independizaron. La frontera con Mingrelia se estableció en el río Kodori. Levan Dadiani se casó con Thanuria, hija de Setemán Shirvashidze, pero después se produjeron guerras entre ambos, y Setemán hubo de pagar tributo.
El mthavari Leván II Dadiani (1611–1657) llegó a tener más poder que el rey de Imeretia, y sometió al principado de Guria a vasallaje. En 1636 el mthavari tomó prisionero al rey de Imeretia Jorge III, que fue liberado tras pagar un fuerte rescate. Levan Dadiani murió en 1657, y en 1658 el rey Alejandro de Imeretia atacó Mingrelia, donde instaló como mthavro o mthavari a Vamikh Lipartiani, pariente de los Dadiani. Este se rebeló en 1661 contra el rey usurpador de Imeretia Vakhtang, y lo depuso.
Leván III Dadiani de Mingrelia (1661–1681) se rebeló contra el rey de Imeretia Bagrat el Ciego. Tras un tiempo de lucha, Levan fue hecho prisionero. Para poner fin a las luchas, los señores declararon el divorcio de Levan y de su mujer, Thamar, e hicieron casar a ésta con el rey y a Levan con la hermana del rey (que era la amante de Levan). 
Esto restableció la paz por un tiempo, pero al cabo de cuatro años la guerra se reinició, en esta ocasión para poseer a Thamar, mujer de gran belleza, a lo cual se añadió el gran señor de Guria, que también estaba enamorado y la quería para él. Bagrat ganó y, finalmente, se hizo la paz. 
En 1672 Giorgi Gurieli, de Guria, se rebeló para obtener a Thamar, y la consiguió con ayuda tturca, pero finalmente Bagrat y Giorgi se reconciliaron, y la hija de Thamar, Daredján, se casó con Giorgi. En 1678 Leván III Dadiani se rebeló y ofreció el trono a Archil (Shah Nazar Khan). Thamar fue escondida en la fortaleza de Skanda, pero Archil la ocupó y entregó a Thamar a su aliado Levan. Entonces Giorgi Gurieli se levantó, y con ayuda turca atacó a Archil, que huyó a Racha, y Bagrat fue proclamado rey, entrando en Mingrelia y derrotando a Leván. Se volvió a casar con Thamar en 1679. 
En 1681 murieron Leván y Bagrat, y a este último le sucedió su hijo Alejandro IV, depuesto rápidamente por Giorgi Gurieli, que volvió a casarse con Thamar hasta que a su vez fue depuesto por el rey Jorge de Kartli en 1683. Thamar fue enviada a Mingrelia, donde murió poco después.
En estos años, los Shirvashidze invadieron Mingrelia, y a finales del siglo XVII Abjasia se había extendido hacia territorio de Mingrelia.
En 1802 Grigol I, combatido por Salomón II de Imeretia, solicitó el protectorado ruso, que se estableció en 1803.
El país fue anexionado por el Imperio ruso en 1857 e incorporado a la gobernación de Kutaisi. 
Con la revolución (1917) formó parte de la Transcaucasia, primero autónoma y después independiente (1918), y rápidamente disuelta originando tres repúblicas, entre ellas la de Georgia, de la cual Mingrelia formó parte. Establecido el régimen bolchevique (1922), se integró en la República Federal Socialista Soviética de Transcaucasia (1923) que en 1924 formó parte de la Unión Soviética. En 1936 pasó a pertenecer a la República Socialista Soviética de Georgia. Tras la disolución de la Unión Soviética en 1991 pasó a formar parte de la Georgia independiente. Mingrelia es el país originario de Zviad Gamsajurdia, el primer presidente democrático de Georgia (1989), derrocado en 1991. Zugdidi se considera el feudo de sus partidarios. En 1992 se rebelaron y dominaron la parte occidental de Georgia durante unas semanas, pero acabaron siendo derrotados.
Mthavaris de Mingrelia:
- Vardán I Dadiani (legendario)
- Vardan II Dadiani 1184–c. 1213
- Serghil Dadiani 1213–c. 1250
- Vardan III Dadiani c. 1250–c. 1260
- Tsotne Dadiani c. 1260–c. 1300
- Giorgi I Dadiani c. 1300–1323
- Mamia I Dadiani-Gurieli 1323–1345
- Giorgi II Dadiani-Gurieli 1345–1384
- Vamek I Dadiani 1384–1396
- Mamia II Dadiani 1396–1414
- Liparit I Dadiani 1414–1470
- Samsan ed-Daula Dadiani 1470–1474
- Vamek II Dadiani 1474–1482
- Liparit II Dadiani 1482–1512
- Mamia III Dadiani 1512–1532
- Levan I Dadiani 1532–1546
- Giorgi III Dadiani 1546–1574
- Mamia IV Dadiani 1574
- Giorgi III Dadiani (segunda vez) 1574–1582
- Mamia IV Dadiani (segunda vez) 1582–1590
- Mamuka I Dadiani 1590–1611
- León II Dadiani 1611–1657
- Liparit III Dadiani 1657–1658
- Vamek III Dadiani 1658–1661
- Levan III Dadiani 1661–1681
- Levan IV Dadiani 1681–1691
- Giorgi IV Txikovani 1691–1715
- Katsia I Dadiani 1704–1710 (asociado)
- Bejan Dadiani 1715–1728
- Otia Dadiani 1728–1744
- Katsia II Dadiani 1744–1788
- Grigol Dadiani 1788–1791
- Mamuka II Dadiani 1791–1793
- Tariel Dadiani 1793–1794
- Grigol Dadiani (segunda vez) 1794–1802
- Tariel Dadiani (segunda vez) 1802
- Grigol Dadiani (tercera vez)1802–1804
- Levan V Dadiani 1804–1840
- David Dadiani 1840–1853
- Nicolau Dadiani 1853–1867

- depuesto 1856, anexado 1857, abdicación 1867